# Margaret (film 2011)
Margaret – amerykański dramat filmowy z 2011 roku w reżyserii Kennetha Lonergana. Główną rolę zagrała Anna Paquin, a partnerowali jej Kieran Culkin, Olivia Thirlby, Rosemarie DeWitt, Matt Damon oraz Mark Ruffalo.
Zdjęcia kręcono w Nowym Jorku. Światowa premiera filmu miała miejsce 30 września 2011 roku, natomiast w Polsce obraz wszedł na ekrany kin 3 sierpnia 2012 roku.

## Opis fabuły
17-letnia Lisa Cohen (Anna Paquin) jest świadkiem wypadku samochodowego, w którym ginie kobieta. Dziewczyna czuje się współwinna tej śmierci (przez nią kierowca autobusu zagapił się i wjechał na pasy na czerwonym świetle) i próbuje coś z tym zrobić. Dociera do kierowcy autobusu, ten wypiera się swojej winy.

## Obsada
- Anna Paquin jako Lisa Cohen
- Matt Damon jako Aaron Caije
- Mark Ruffalo jako Jason "Maretti" Berstone
- Kieran Culkin jako Paul Hirsch
- Olivia Thirlby jako Monica Sloane
- Rosemarie DeWitt jako Margaret Marretti
- J. Smith-Cameron jako Joan Cohen
- Matthew Broderick jako John Andrew Van Tassel
- Allison Janney jako Wounded Woman
- Jean Reno jako Ramon Cameron
- Jeannie Berlin jako Emily
- John Gallagher Jr. jako Darren Rodifer
- Matt Bush jako Kurt Masur